# Hans Schneppel
Hans Hermann Schneppel (* 1. Juni 1903 in Barby, Elbe; † 5. Dezember 1973 in Bonn) war ein deutscher Polizist und Jurist. Schneppel signierte die Haftbefehle gegen KPD-Mitglieder nach dem Reichstagsbrand und war noch lange nach dem Zweiten Weltkrieg als Beamter in hohen Positionen tätig.

## Leben
Nach dem Schulbesuch studierte Schneppel Rechtswissenschaften. Nach dem Bestehen der Großen Staatsprüfung wurde er mit Assessordienstalter vom 8. Februar 1930 in den Staatsdienst aufgenommen. Shlomo Aronson zufolge war Schneppel vor 1933 in der Abteilung IA (Politische Polizei) des Berliner Polizeipräsidiums tätig.
Im Zuge der Ermittlungen nach dem Reichstagsbrand vom Februar 1933 unterzeichnete Schneppel unter anderem die Haftbefehle gegen den KPD-Politiker Ernst Torgler und den Journalisten Egon Erwin Kisch.
Nach der Gründung des Geheimen Staatspolizeiamtes im Frühjahr 1933 war Schneppel einer der ersten Beamten, die in die neue Behörde versetzt wurden. Er übernahm die Leitung des Dezernates III (Internationaler Bolschewismus, allgemeine Kommunistensachen). Durch Erlass vom 23. November 1933 wurde Schneppel zur Dienstleistung in das Reichsluftfahrtministerium einberufen, wo er für öffentliche Sicherheit zuständig war. November 1933 trat er der SA bei und wechselte September 1934 zum NSKK. Zum 1. Mai 1937 schloss er sich der NSDAP an. Ab dem 1. Januar 1942 war er Oberstintendant beim Luftgaukommando XI in Hamburg.
Nach 1945 war Schneppel als Ministerialdirektor Leiter der Polizeiabteilung im Bundesministerium des Innern. Im Taschenbuch des öffentlichen Lebens von 1961 wird er als Leiter der Abteilung VI (Öffentliche Sicherheit) des Ministeriums geführt.
Am 26. Juni 1968 bekam Schneppel anlässlich seiner Pensionierung vom damaligen Bundesinnenminister Ernst Benda das Große Bundesverdienstkreuz überreicht, das ihm vom Bundespräsidenten verliehen worden war.

## Schriften
- Erstes Gesetz über Maßnahmen zum Schutz der Zivilbevölkerung, Kohlhammer, 1957